# Чудесные штаны Фатти
«Чудесные штаны Фатти» (англ. Fatty's Magic Pants) — американский короткометражный комедийный фильм Роско Арбакла.

## Сюжет
Фатти мечтает посетить официальное мероприятие и сталкивается с внезапными проблемами в процессе подготовки к нему…

## В ролях
| Актёр           | Роль                             |
| --------------- | -------------------------------- |
| Роско Арбакл    | Фатти                            |
| Минта Дарфи     |                                  |
| Гарри МакКой    |                                  |
| Элис Девенпорт  |                                  |
| Филлис Аллен    | мать Фатти                       |
| Глен Кэвендер   |                                  |
| Чарли Чейз      |                                  |
| Дикси Чен       |                                  |
| Эдвард Ф. Клайн |                                  |
| Фрэнк Опперман  |                                  |
| Слим Саммервилл | полицейский (в титрах не указан) |